# São Miguel Arcanjo, São Paulo
São Miguel Arcanjo là một đô thị ở bang São Paulo của Brasil. Đô thị này có diện tích 930,012 km2, dân số là 31.304 người.
Đô thị này có vị trí địa lý vĩ độ 23º52'42" độ vĩ nam và kinh đô là 47º59'50" độ kinh tây, trên độ cao 659 mét. Dân số năm 2004 là 33.577 người.
Các đô thị giáp ranh:
- Bắc: Pilar do Sul - 30 km
- Nam: Sete Barras - 85 km
- Đông: Itapetininga - 23 km
- Tây: Capão Bonito - 45 km